# Myriam Ben
Marylise Ben Haïm, conocida como Myriam Ben (Argel, 10 de octubre de 1928-Vesoul, 19 de noviembre de 2001) fue una activista, militante, novelista, poeta y pintora argelina.

## Primeros años
Su padre era un comunista que había servido en el ejército francés durante la revolución de octubre, y su madre era música. Se crio en un hogar no religioso, recordando más tarde que tenía siete años antes de darse cuenta de que su familia era judía. En 1940, el régimen francés de Vichy revocó el Decreto Crémieux del siglo XIX, privando a los judíos argelinos de la ciudadanía y provocando la expulsión de Ben del liceo al que había estado asistiendo en Argel. Asistió brevemente a una escuela judía, pero completó su educación en casa debido a la oposición de su padre al sionismo.

## Justicia social y política
Incluso a una edad temprana, Ben participó activamente en la causa de la justicia social, particularmente combatiendo la pobreza entre la población indígena de Argelia. A los 14 se convirtió en la presidenta la Juventud Comunista. También participó activamente en la Unión de Mujeres, y a través del patrocinio de la organización, se convirtió en maestra de escuela en el pueblo de Miliana. Ella y sus compañeros maestros instruyeron a los estudiantes— mayoritariamente musulmanes y empobrecidos — pero también se esforzaron por elevar su conciencia política y promover un sentido descolonizado de la historia.
Ben apoyó al Frente de Liberación Nacional (FLN) antifrancés desde el comienzo de la guerra de Independencia de Argelia, y se unió al grupo guerrillero comunista Combattants de la Libération donde ayudó a transportar armas. El gobierno francés la consideró una criminal y la condenó, in absentia, a 20 años de trabajos forzados; sin embargo, nunca fue capturada y años más tarde sería perdonada. Cuándo terminó la guerra en 1962, Ben se convirtió en miembro  del gobierno argelino independiente.

## Obras
Ben, que ya había sido profesora, rebelde y legisladora, comenzó en 1967 su carrera artística como poeta, narradora, novelista y pintora. Publicó varias colecciones de poesía, una colección de cuentos (Ainsi naquit un homme; 1982), y una novela (Sabrina; 1986). También fue celebrada por sus pinturas abstractas.

## Francia
En 1991, cuando Argelia entró en un periodo de guerra civil, Ben se mudó a Francia. Continuó escribiendo y pintando hasta su muerte en 2001.